# Barbu Pârăianu
Barbu Pârăianu a fost un general român.
Comandant al Jandarmeriei în perioada 15.02.1934-16.01.1938. S-a născut în comuna Andreești, județul Gorj. A urmat Școala fiilor de militari din Craiova și Școala Militară de Ofițeri de Infanterie și Cavalerie București. Primul grad de ofițer l-a primit la 15 februarie 1904. Prima unitate unde a activat a fost Regimentul 1 Artilerie. A executat un stagiu de perfecționare la Regimentul 14 Infanterie austro-ungar între anii 1908 și 1910.
A luptat în primul Război mondial ca ofițer la Regimentul 55 Infanterie.
Prizonier de război în perioada decembrie 1917-ianuarie 1918, când a reușit să evadeze.
A fost decorat cu numeroase medalii și decorații (ex. Steaua României, Coroana României, Crucea Comemorativă 1916-1918, etc.)